# 大井川河川敷運動公園
大井川河川敷運動公園（おおいがわかせんじきうんどうこうえん）は、静岡県焼津市に位置する焼津市立の都市公園（運動公園）である。

## 歴史
1968年、志太郡大井川町が大井川下流の河川敷を占有し、大井川河川敷運動公園を建設した。1994年に公園整備事業として運動公園の再整備を行った。2008年に大井川町が焼津市に編入合併され、管理者が焼津市となった。

## 設備
大井川下流の両岸が公園として整備されており、面積は24万7,038㎡である。1,500席のスタンドを持つ陸上競技場、多目的グラウンド、ソフトボール場（4面）、野球場（2面）、サッカー場（天然芝）、グラウンドゴルフ場（天然芝）、日本陸連公認フルマラソンコース（焼津市-島田市）がある。旧大井川町にあり、東1kmには大井川体育館が、東3kmには焼津市役所大井川庁舎がある。サッカー場は東海社会人サッカーリーグの会場などに使用されている。マラソンコースは河川敷フルマラソンコースとしては日本初のコースであり、「リバティ」の愛称を持つ。2002年からは毎年11月に全日本一輪車マラソン大会（大井川マラソン大会）が開催されている。

## 住所
- 静岡県焼津市相川官有無番地（陸上競技場の住所は静岡県焼津市西島538）

## アクセス
- 東名高速道路吉田インターチェンジから東に2km
- JR東海道本線焼津駅から南西に10km、藤枝駅から南に6km
- しずてつジャストライン藤枝相良線・大井川西部循環線「富士見橋」から徒歩5分